# Cercle Galilée
Le cercle Galilée (en hongrois Galilei Kör) est une association étudiante hongroise active à Budapest entre 1910 et 1919. 

## Histoire

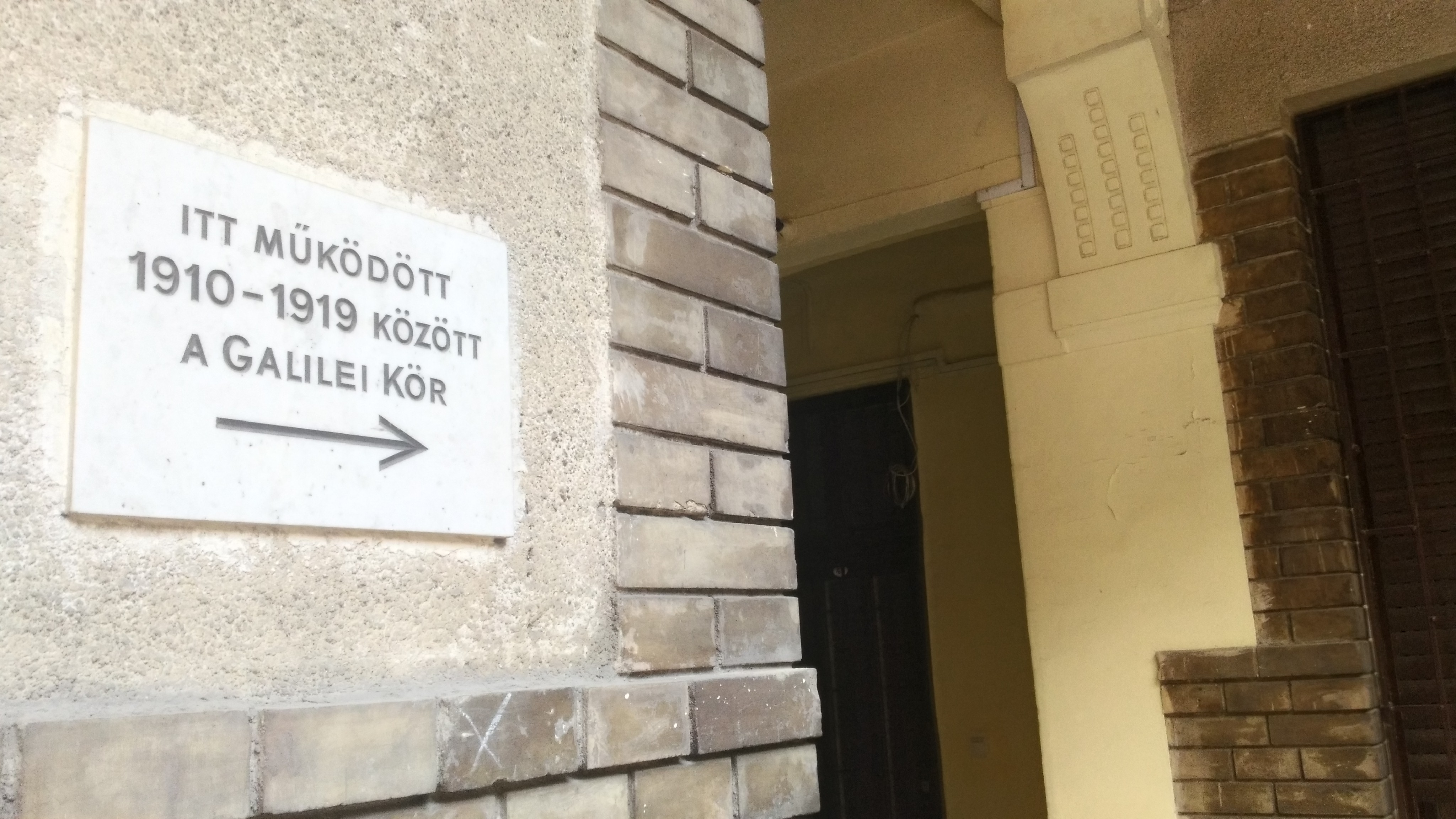
Plaque commémorative du cercle

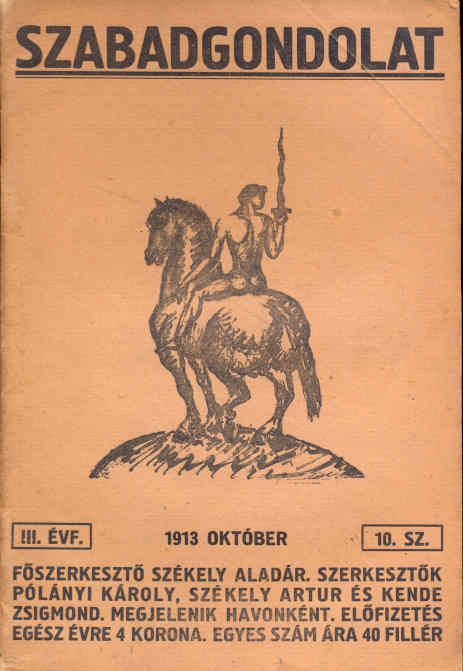
Szabadgondolat, numéro
d'octobre 1913

Le cercle est fondé le 22 novembre 1908,. Il se donne comme objets de lutter contre le cléricalisme, puis durant la Première Guerre mondiale, adopte des positions antimilitaristes. Sa création précède de quelques années celle d'un autre club de Budapest, le Cercle du dimanche (1915). Karl Polanyi est l'un des membres fondateurs et son premier dirigeant,. Michael Polanyi en fait partie, il donne occasionnellement des séminaires de physique et chimie. George Pólya en est l'un des membres fondateurs.
Le cercle édite une revue, Szabadgondolat (hu) (Pensée libre) jusqu'en 1914 et reprend après une interruption en 1918.
L'organisation est interdite en janvier 1918, puis elle est restaurée brièvement durant la révolution des Asters en octobre 1918, pour être finalement dissoute définitivement le 21 mars 1919, peu après la création de la République des conseils de Hongrie,.

## Participants
Les participants comprenaient :
- Sándor Barta (en)
- Therese Benedek[8]
- Zsigmond Kende (hu)
- Ottó Korvin
- Karl Mannheim
- Karl Polanyi
- Michael Polanyi
- George Pólya
- Mátyás Rákosi
- József Révai (en)
- Leó Szilárd